# Вотава, Мирослав
Мирослав (Мирко) Вотава (нем. Miroslav „Mirko“ Votava; род. 25 апреля 1956, Прага) — немецкий футболист, играл на позиции полузащитника.

## Карьера
Мирко родился в Праге, в столице тогда ещё Чехословацкой республики. Во время пражской весны вместе с родителями покинул страну, переехав сначала в Австралию, а потом в Германию.
Футболом Мирко стал заниматься ещё в Чехословакии, в команде «Дукла». После переезда в Германию он стал заниматься в школе «Виттен», где его в 1973 году и заметили представители дортмундской «Боруссии», игравшей в то время во второй Бундеслиге. Проведя один год в молодёжном составе, Мирко был заявлен за основную команду. Дебютировал в «Боруссии» Мирко 3 августа 1974 года матчем с «Арминией» из Билефельда в первом туре второй Бундеслиги того сезона. Поединок закончился со счётом 1:1, Мирослав вышел в основе и провёл весь матч. Спустя два сезона «Боруссия» вышла в Бундеслигу, и 25 сентября 1976 года состоялся дебют Мирко уже в главном турнире страны. Дортмундцы играли в седьмом туре против «Бохума» и проиграли матч со счётом 1:2. Мирко вышел на поле на 55-й минуте, заменив при этом Ханса-Вернера Хартля. В «Боруссии» Миролав был игроком основы и провёл за клуб 257 матчей, в которых забил 28 мячей.
В 1982 году перешёл в мадридский «Атлетико», в котором провёл три сезона, сыграв 96 матчей и забив 9 мячей.
В 1985 году Мирко вернулся в Германию. Теперь его клубом стал «Вердер», набиравший приличные обороты. Мирко помог клубу дважды стать чемпионом Германии и выиграть Кубок обладателей кубков. В «Вердере» он отлично сыгрался с ещё с одним опорником, Гюнтером Херманом. Вдвоём они составили одну из самых непроходимых связок чемпионата Германии тех времён. В «Вердере» Мирко стал самым возрастным игроком, забивавшем в Бундеслиге. Он отличился 24 августа 1996 год, забив гол в ворота «Штутгарта», что не помогло его команде выиграть — победа со счётом 2:1 осталась за «швабами». На тот момент Мирославу было 40 лет и 121 день. Всего за «Вердер» он провёл 11 сезонов, сыграл 367 матчей и забил 18 мячей.
Карьеру Мирко закончил в 1998 году, будучи игроком «Ольденбурга».

## Карьера в сборной
21 ноября 1979 года Мирко дебютировал в сборной гостевым товарищеским матчем со сборной СССР, закончившемся победой немецкой дружины со счётом 3:1. Он вышел на поле на 74-й минуте, заменив Бернарда Дица. Вместе со сборной стал чемпионом Европы 1980 года, сыграв лишь в первом матче турнира.

## Достижения
Сборная Германии
- Чемпион Европы 1980 года

«Атлетико»
- Победитель Кубка Испании: 1984/85

«Вердер»
- Победитель Бундеслиги: 1987/88, 1992/93
- Серебряный призёр Бундеслиги: 1985/86, 1994/95
- Бронзовый призёр Бундеслиги: 1988/89, 1990/91
- Обладатель Кубка Германии: 1990/91, 1993/94
- Финалист Кубка Германии: 1988/89, 1989/90
- Победитель Кубка обладателей кубков: 1991/92

## Статистика по сезонам
| Сезон     | Команда             | Лига                      | Матчи | Голы |
| --------- | ------------------- | ------------------------- | ----- | ---- |
| 1974/75   | Боруссия (Дортмунд) | Вторая Бундеслига         | 37    | 3    |
| 1975/76   | Боруссия (Дортмунд) | Вторая Бундеслига         | 31    | 0    |
| 1976/77   | Боруссия (Дортмунд) | Бундеслига                | 22    | 3    |
| 1977/78   | Боруссия (Дортмунд) | Бундеслига                | 33    | 2    |
| 1978/79   | Боруссия (Дортмунд) | Бундеслига                | 34    | 5    |
| 1979/80   | Боруссия (Дортмунд) | Бундеслига                | 33    | 4    |
| 1980/81   | Боруссия (Дортмунд) | Бундеслига                | 33    | 8    |
| 1981/82   | Боруссия (Дортмунд) | Бундеслига                | 34    | 3    |
| 1982/83   | Атлетико Мадрид     | Ла-Лига                   | 31    | 4    |
| 1983/84   | Атлетико Мадрид     | Ла-Лига                   | 33    | 4    |
| 1984/85   | Атлетико Мадрид     | Ла-Лига                   | 32    | 1    |
| 1985/86   | Вердер              | Бундеслига                | 32    | 1    |
| 1986/87   | Вердер              | Бундеслига                | 34    | 3    |
| 1987/88   | Вердер              | Бундеслига                | 32    | 2    |
| 1988/89   | Вердер              | Бундеслига                | 33    | 1    |
| 1989/90   | Вердер              | Бундеслига                | 30    | 3    |
| 1990/91   | Вердер              | Бундеслига                | 31    | 2    |
| 1991/92   | Вердер              | Бундеслига                | 32    | 0    |
| 1992/93   | Вердер              | Бундеслига                | 33    | 3    |
| 1993/94   | Вердер              | Бундеслига                | 33    | 1    |
| 1994/95   | Вердер              | Бундеслига                | 33    | 1    |
| 1995/96   | Вердер              | Бундеслига                | 28    | 0    |
| 1996/97   | Вердер              | Бундеслига                | 6     | 1    |
| 1996/97   | Ольденбург          | Вторая Бундеслига         | 15    | 0    |
| 1997/98   | Ольденбург          | Региональная лига «Север» | 13    | 0    |
| 1974—1998 | Итого               | Везде                     | 748   | 55   |